# 자크 베베르

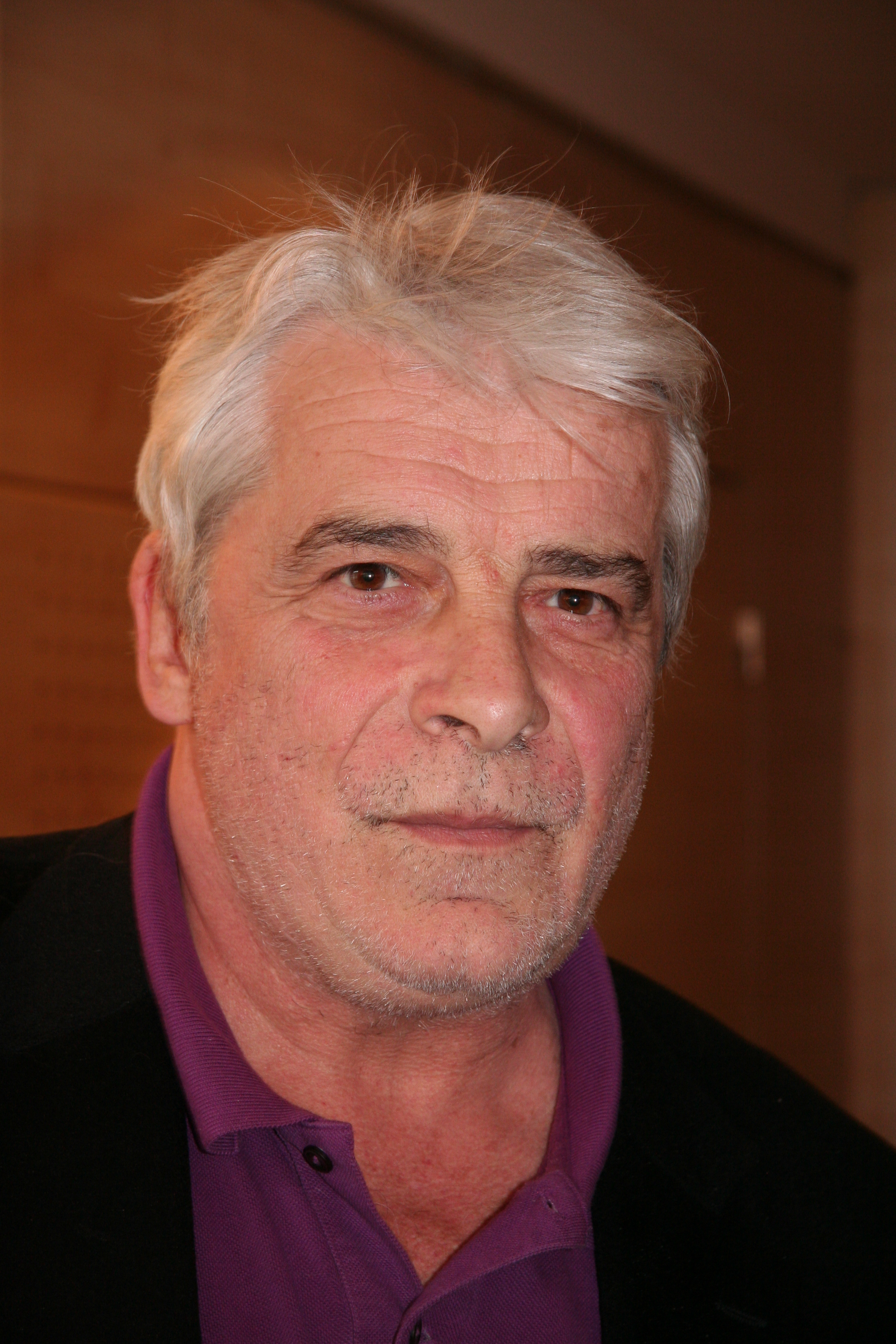

자크 베베르(프랑스어: Jacques Weber, 1949년 8월 23일 ~ )는 프랑스의 배우, 영화 감독이다.
파리에서 태어났다.

## 영화
- 레 베티즈 (2015년)
- 올모스트 차밍 (2013년) - 찰스 역
- 배드 걸 (2012년)
- 투게더 이즈 투 머치 (2010년)
- 히틀러 헐리우드 (2010년)
- 여배우에 관한 모든 것 (2009, Le Bal des actrices)
- 사랑의 묘약 (2009년)
- 아리스토스 (2006년)
- 오데뜨 투르몽드 (2006년)
- 당신은 나의 베스트셀러 (2006, Les Ambitieux) - 쌩 클레르 역
- 7년의 결혼생활 (2003년)
- 빠르거나 느리거나 (1999년)
- 보마르셰 (1996, Beaumarchais, l'insolent)
- 시라노 (1990년)
- 남과 여 20년 후 (1986, Un homme et une femme : Vingt ans déjà)
- 흑막 (1984년)
- 사춘기 (1979년)
- 은밀한 투영 (1973, Projection privée)
- 계엄령 (1973년)